# 音乐他律论
他律论是18世纪和19世纪西方音乐美学理论中的两大流派之一。另一个流派是自律论音乐美学。
音乐他律论者认为：音乐是人类情感的表现，它受某种外在规律——人的情感的制约。而情感是音乐表现的重要内容。持他律论观点的主要是浪漫主义音乐家和音乐理论家们。